# Devo

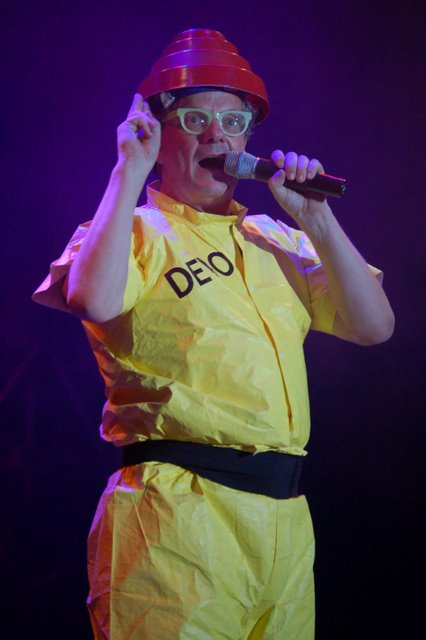
Devo

Devo is een Amerikaanse band, opgericht in 1973 te Akron, Verenigde Staten, en best bekend van zijn muziek uit het new wavetijdperk, eind jaren zeventig, begin jaren tachtig. De elektronische, robotachtige muziek met vaak atonale melodieën uit kritiek op de Amerikaanse samenleving, die door de band gezien wordt als mechanisch, stijf en onderdrukkend. De band bestond uit tweemaal twee broers: de broers Mothersbaugh en de broers Casale. In 2015 overleed Jerry Casale plotseling door hartproblemen. Devo was een van de eerste punk/new wavebands die gebruikmaakte van de synthesizer. In 1977 hadden ze hun eerste single: Jocko Homo/Mongoloid. Een cultsingle die in het alternatieve circuit werd verkocht. De band werd 'ontdekt' door David Bowie, die een demotape van DEVO had ontvangen met het verzoek om hun eerste album te produceren. Bowie had echter geen tijd en gaf de klus door aan zijn goede muzikale vriend Brian Eno. Hun album Q: Are We Not Men A: We Are DEVO werd daarom geproduceerd door Brian Eno. Een staccato-versie van het Rolling Stones nummer (I Can't Get No) Satisfaction werd een kleine hit in Nederland. DEVO kwam in 1977 ook optreden in Nederland. In Amerika werd de band enorm populair, vooral via hun komische dadaïstische videoclips op de muziekzender MTV. Hun grootste commerciële succes binnen de mainstream was de single ‘Whip It’ van hun derde studioalbum uit 1980. Devo heeft in Amerika meerdere alternatieve hits gescoord; hun albums verkochten jarenlang goed en de groep viel op door optredens in gele plastic overalls, korte broeken, T-shirts en valhelmen en soms ook gekke hoedjes, de 'energy domes' tegen kosmische straling. In 2023 ondernam Devo een afscheidstournee door Amerika en Europa. Zanger Mark Mothersbaugh maakt ook veel muziek voor reclamespots en tekenfilms.

## Biografie
Devo werd in 1973 opgericht door Gerald Casale, Mark Mothersbaugh en Bob Lewis, die elkaar kenden van de kunstschool van Kent State University. Ze zaten op deze school ten tijde van het Kent State-bloedbad in 1970, waarbij vier van hun medestudenten werden neergeschoten door de Nationale Garde. De naam Devo is afgeleid van de "de-evolutie"-theorie die voortkwam uit het pseudowetenschappelijke boek The Beginning Was the End van Oscar Kiss Maerth. Volgens dit boek zou de mensheid afstammen van kannibalistische mensapen die zich voedden met de hersenen van andere mensapen. Casale en Mothersbaugh ontwikkelden hieruit hun eigen theorieën over de achteruitgang van de maatschappij waarin ze leefden.
De vaste opstelling bestond in de eerste jaren uit Mothersbaugh (vocalen, synthesizer), Casale (basgitaar), en Motherbaughs broers Bob (gitaar) en Jim Mothersbaugh (elektronische percussie). Lewis speelde soms mee als gitarist, maar ontwikkelde zich tot de manager van de groep. Later werd Geralds broer Bob Casale aan de band toegevoegd als gitarist, en verving Alan Myers Jim als de drummer van de band. Mark Mothersbaugh droeg tijdens optredens regelmatig een babymasker en creëerde zo zijn alter ego "Booji Boy", een symbool van het verval naar het kinderlijke.
In 1976 brak de groep door met de korte film The Truth About De-Evolution, die een prijs won op het Ann Arbor Filmfestival. De film werd gezien door mensen als David Bowie en Iggy Pop, ervoor zorgden dat de band een contract kreeg bij Warner Brothers. Hun eerste album, Q: Are We Not Men? A: We Are Devo! werd geproduceerd door beginnend producer Brian Eno. In 1978 verliet Lewis de band, en klaagde de band later met succes aan voor "diefstal van intellectueel eigendom". Het tweede album, Duty Now for the Future, kwam uit in 1979. In datzelfde jaar werkten Mark & Bob Mothersbaugh mee aan het nummer "Rhythmic Itch" op het album Nosferatu van Hugh Cornwell & Robert Williams.
Met Freedom of Choice uit 1980 braken ze door bij het grote publiek, mede door de van dit album afkomstige single "Whip It". De bij de single horende videoclip werd veelvuldig gedraaid op het toen pasbegonnen MTV. Het succes was kortstondig, en latere albums, New Traditionalists (1981), Oh, No! It's Devo (1982), Shout (1984) en Total Devo (1988) waren minder succesvol. In 1982 werkten ze mee aan de Neil Young film Human Highway. In 1986 verliet Myers de band om te worden vervangen door David Kendrick.
Na het uitbrengen van Smooth Noodle Maps uit 1990 ging de band uit elkaar, waarbij de leden zich concentreerden op andere projecten. Mark Mothersbaugh zette een succesvolle carrière voort als schrijver van de muziek voor televisieprogramma's en commercials, waaronder Pee Wee's Playhouse en Ratjetoe (Rugrats) voor Nickelodeon. Voortbouwend op dit succes richtte hij de productiemaatschappij Mutato Muzika op, waar verscheidene Devo-leden gingen werken. Gerald Casale regisseerde videoclips voor bands als de Foo Fighters.
Gedurende de jaren negentig gaven verscheidene bands aan beïnvloed te zijn door Devo. Zo werd hun nummer "Turnaround" gecoverd door Nirvana. In 1996 ging de band weer op tournee, waarbij Kendrick is vervangen door Josh Freese. Kendrick valt soms voor Freese in als deze is verhinderd. Datzelfde jaar bracht de band een videogame op cd-rom uit, The Adventures of the Smart Patrol, en nam de muziek voor de game op. In 2001 vormden enkele bandleden de surfgroep The Wipeouters. Onder deze naam brachten zij het album P'Twaaang!!! uit.

## Discografie
- Q: Are We Not Men? A: We Are Devo! (1978)
- Duty Now for the Future (1979)
- Freedom of Choice (1980)
- DEV-O Live (live, 1980)
- New Traditionalists (1981)
- Oh, No! It's Devo (1982)
- Shout (1984)
- E-Z Listening Disc (1987)
- Total Devo (1988)
- Now It Can Be Told: DEVO at the Palace (live, 1989)
- Smooth Noodle Maps (1990)
- Adventures of the Smart Patrol (1996)
- Something for Everybody (2010)